# Веббелін (концентраційний табір)
53°22′01″ пн. ш. 11°29′31″ сх. д. / 53.3669° пн. ш. 11.4919° сх. д.

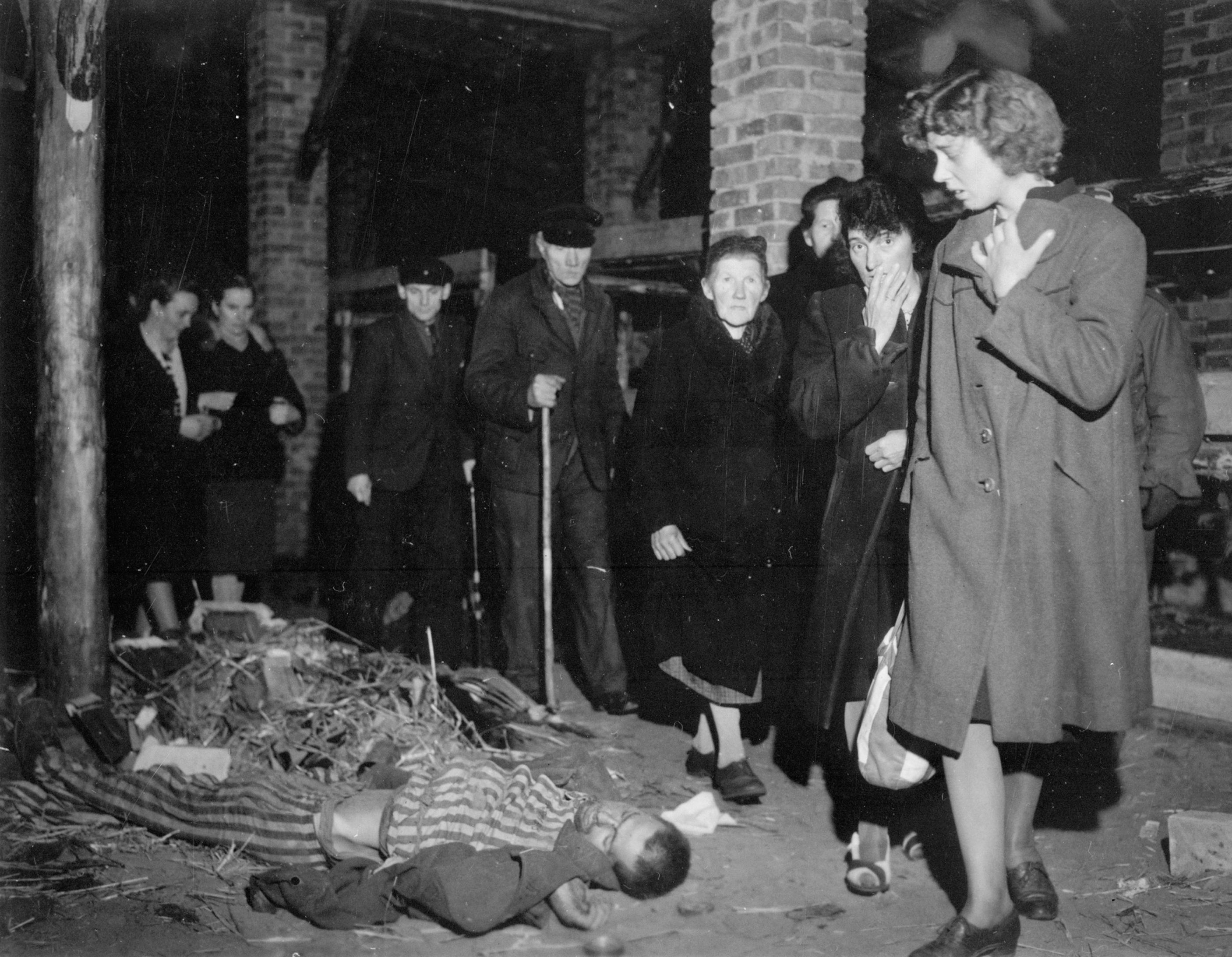
Німецькі жителі сусіднього міста Людвіґслуст оглядають концентраційний табір за наказом американської 82 десантної дивізії, яка звільнила табір.

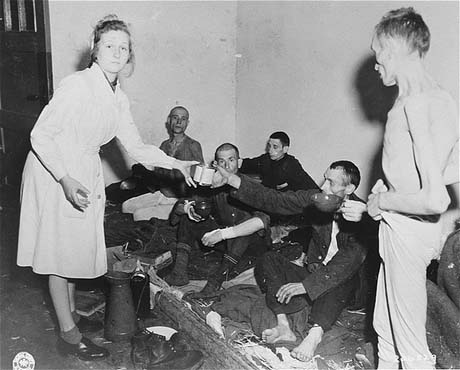
Німецька медсестра подає їжу рядянському, чеському та французькому в'язням Веббеліна, що вижили

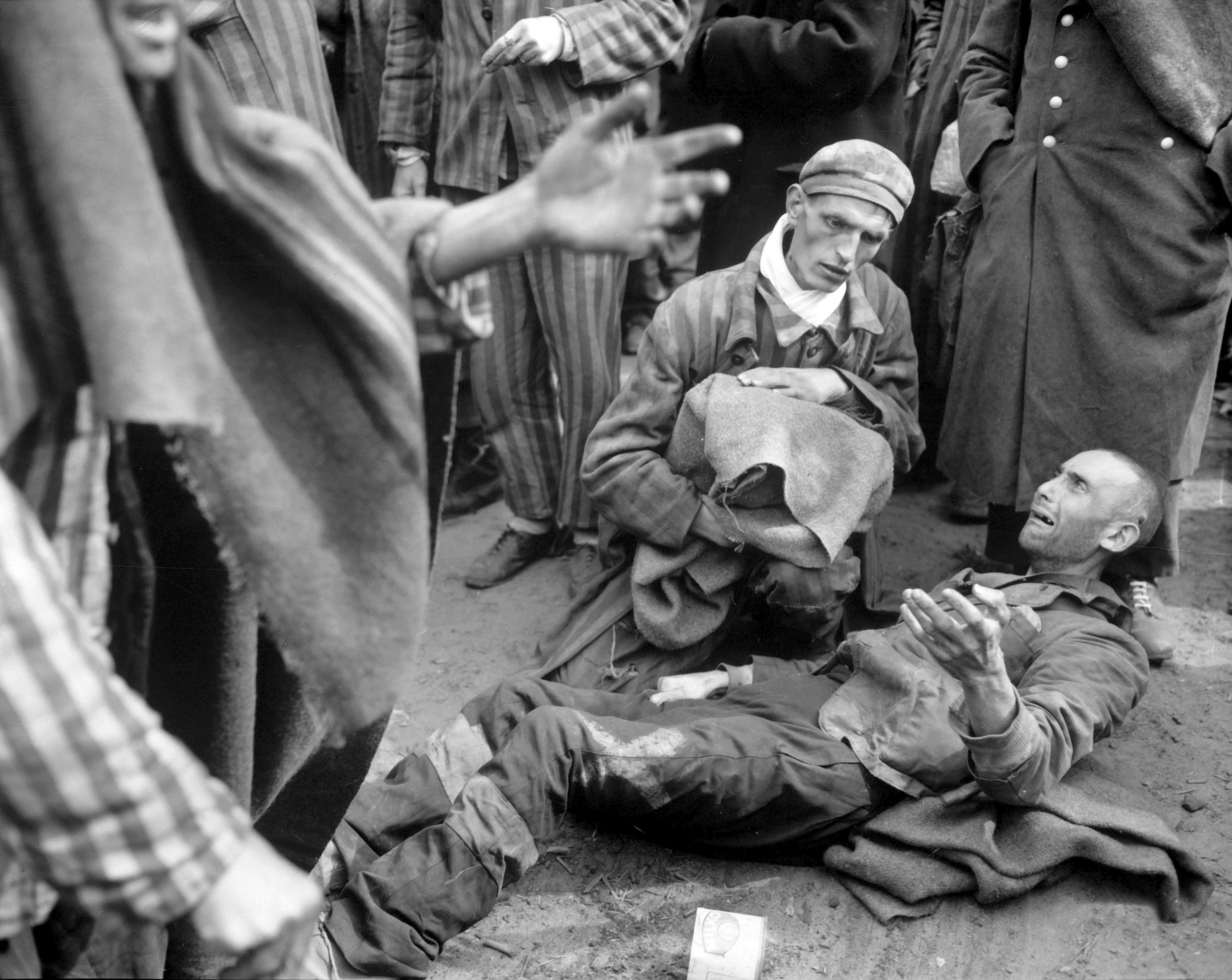
При звільненні, в'язень Веббеліна, що вижив розплакується довідавшись, що він не включений у перший евакуаціний транспорт.

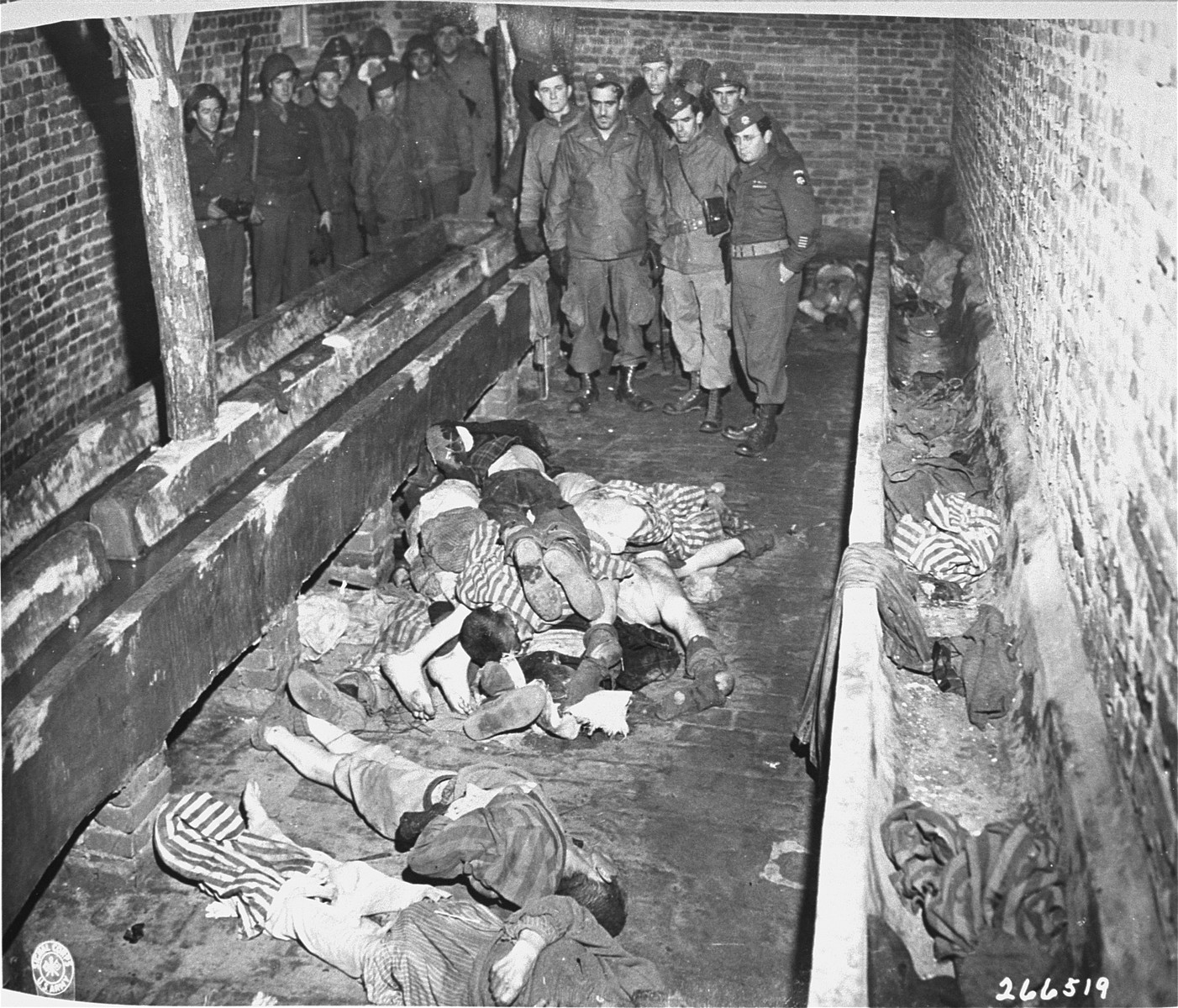
Американські військові оглядають трупи в'язнів знайдені в уборних концтабору Веббелін.

Концентраційний табір Веббелін (нім. Konzentrationslager Wöbbelin), знаходився за декілька кілометрів від міста Людвіґслуст (у північній частині східної Німеччини), бувши додатковим табором концентраційного табору Ноєнґамме. СС заснувало Веббелін для розміщення в'язнів евакуйованих з інших таборів щоби запобігти їх визволення Союзними силами. Концтабір був розташований між селом Веббелін та м. Людвіґслуст та проіснував лише 10 тижнів — з 12 лютого до 2 травня 1945 року. У свій пік, у Веббеліні знаходилося 5 000 в'язнів, більшість яких страждало від голоду та хвороб. Табір було звільнено 2 травня 1945 року.

## Історія
Невеликий табір званий «Чаплине гніздо» (нім. Reiherhorst) було засновано у вересні 1944 року для американських військовополоненних у 500 метрах від пізнішого концтабору Веббелін. 12 лютого 1945 група в'язнів була перевезена для будівництва більшого табору, званого тепер Концентраційний табір Веббелін нім. KZ Wöbbelin. СС лікар Альфред Тшебіньскі під час суду над ним повідомив, що до кінці березня 1945 року у Веббеліні утримувалось 648 осіб. У середині квітня сюди було перевезено 4 000 в'язнів зі зони винищувальних таборів в Равенсбрюку та Ноєнґамме.
2 травня 1945 року, американські 8-а дивізія піхотинців та 82-а десантна дивізія вступили у Веббелін. Життєві умови в таборі, як було виявлено американцями, були плачевними. У таборі майже не було їжі чи води і деякі в'язні вдалися до людоїдства. На час прибуття союзних сил, в таборі було знайдено 1 000 трупів в'язнів. Згодом, американська армія наказала міським жителям Людвіґслюста відвідати табір і поховати мертвих.
7 травня, 1945 року 82-а американська десантна дивізія провела похорони та поховання 200 в'язнів у м. Людвіґслуст. У церемонії поховання брали участь громадяни Людвіґслуста, полоненні німецькі офіцери та декілька сотень американських солдат з десантної дивізії. Християнський капелан американської армії промовив панагерик говорячи наступне:

«Злочини вчинені тут у ім'я німецького народу та у його виправдання були незначними у порівнянні з тими виявленими у концентраційних таборах в інших частинах Німеччини. Тут не було газових камер чи крематорія; цим людям з Голландії, Росії (СРСР), Польщі, Чехословаччини та Франції було просто дозволено голодувати до смерті. На відстані 4 миль від ваших зручних квартир, 4 000 людей були змушені жити як тварини, позбавлені навіть їжі, щови б дали вашим псам. Протягом 3 тижнів, 1.000 цих людей були заморені голодом до смерті; 800 з них були поховані в ямах у навколишніх лісах. Ці 200, що лежать перед нами у цих могилах були віднайдені скиненими у купи висотою 4-5 футів у одній будівлі та лежачими поміж хворими та помираючими у інших будівлях.»

Згідно з указами генерала Дуайта Ейзенхауера, верховний командувач союзних сил — американської армії в Людвігслусті наказав щоби «усі жертви звірств були поховані у громадському місці» з хрестами поміщеними над могилами християн та зірками Давида над юдейськими могилами а також кам'яними монументами для вшанування пам'яті загиблих.

## Галерея

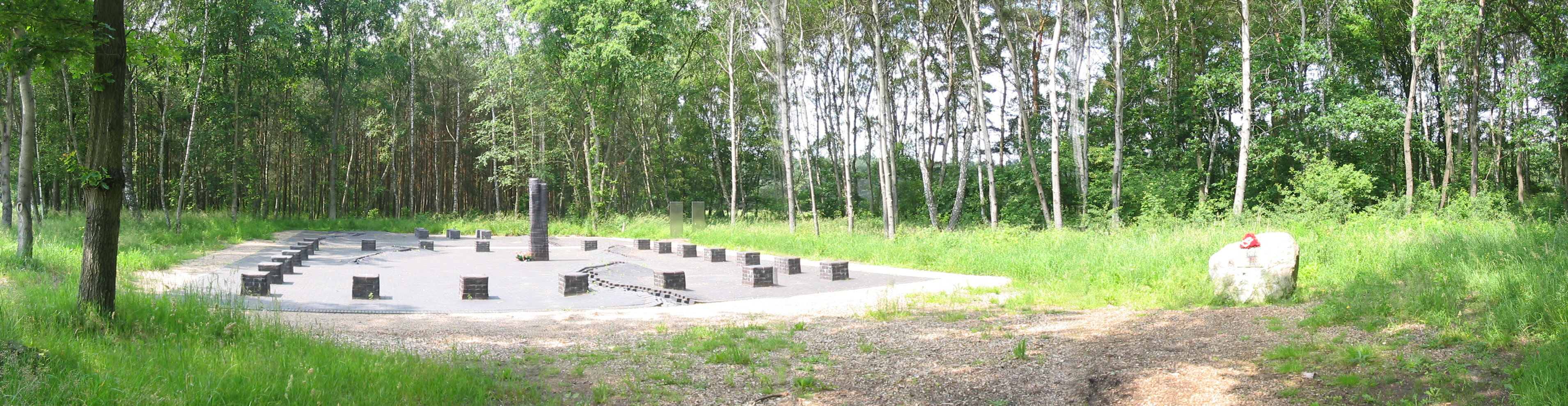
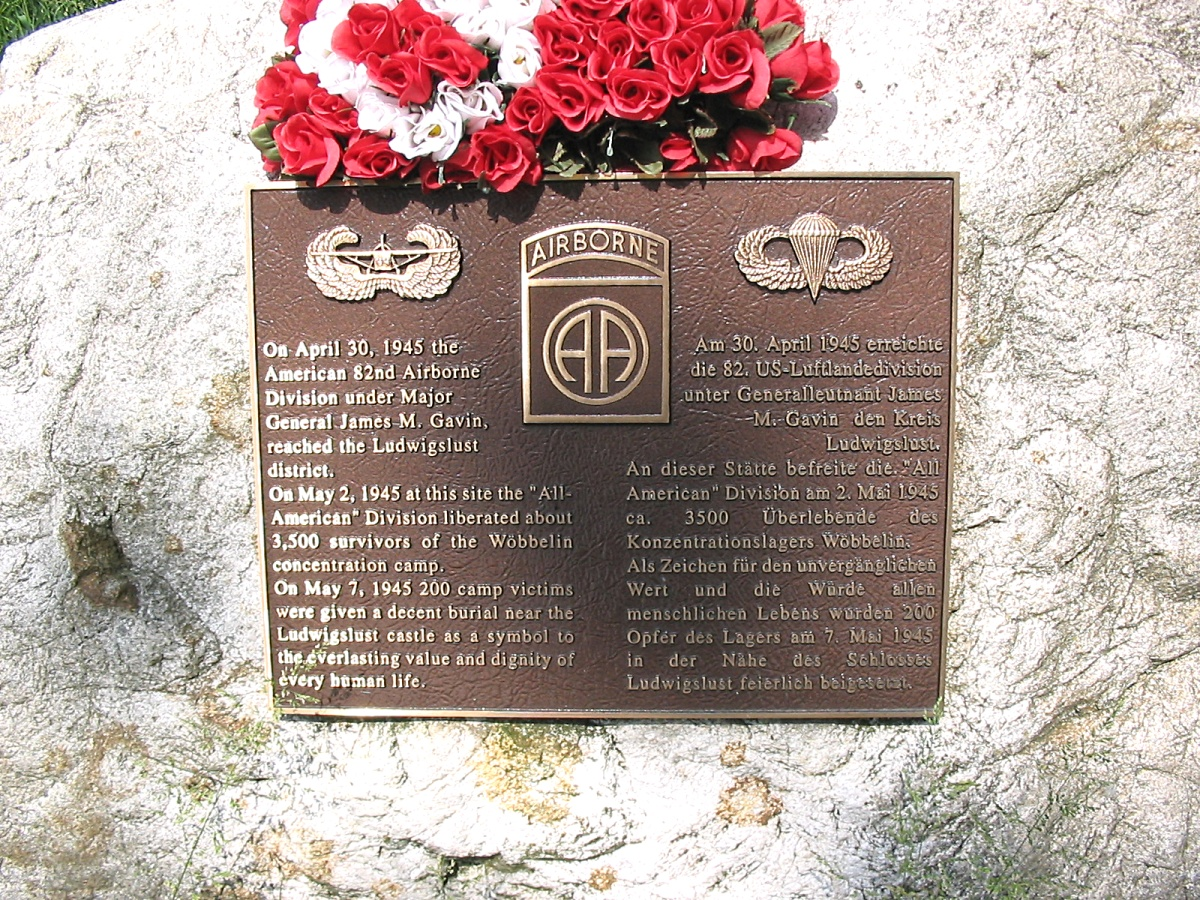
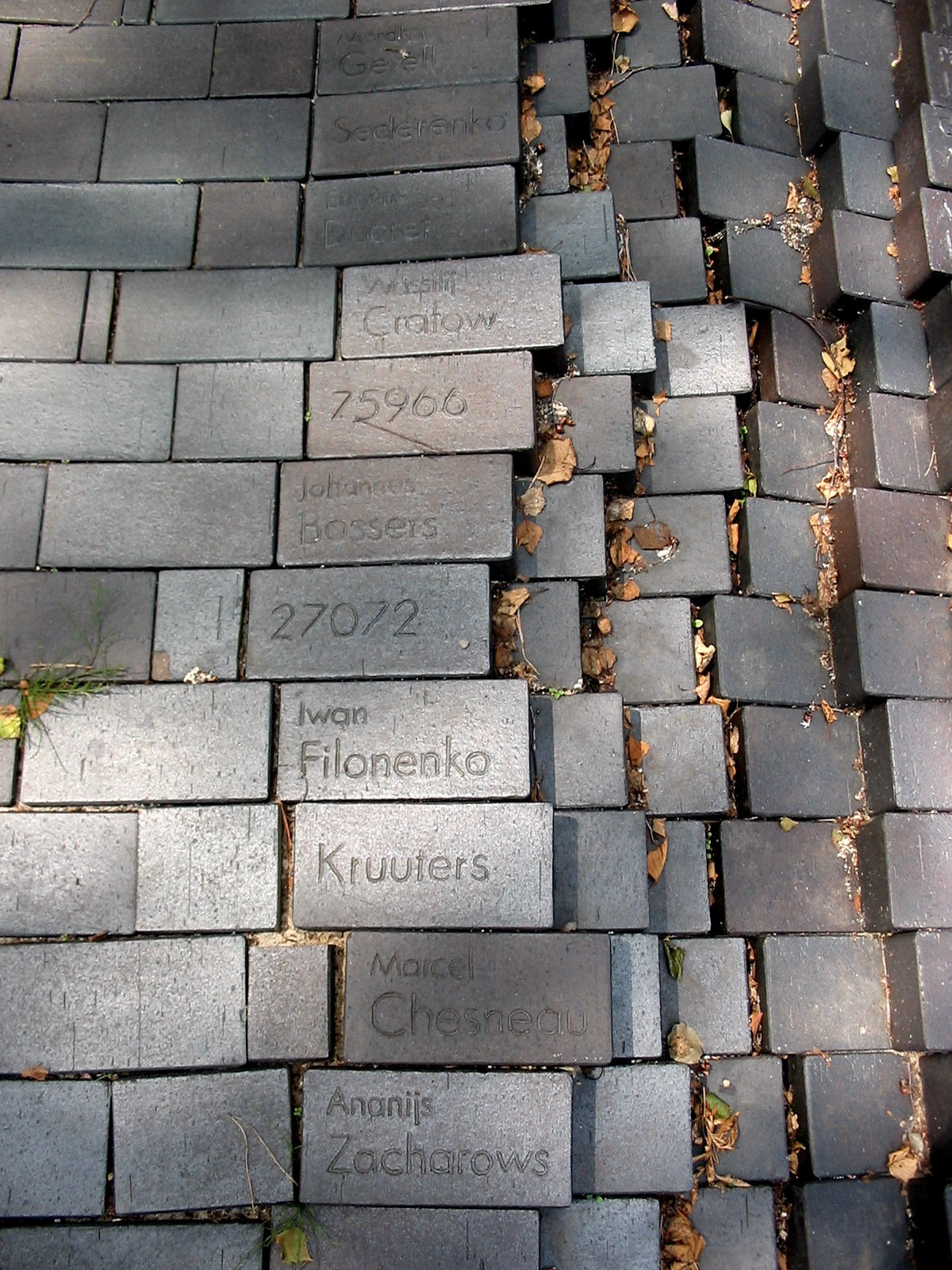
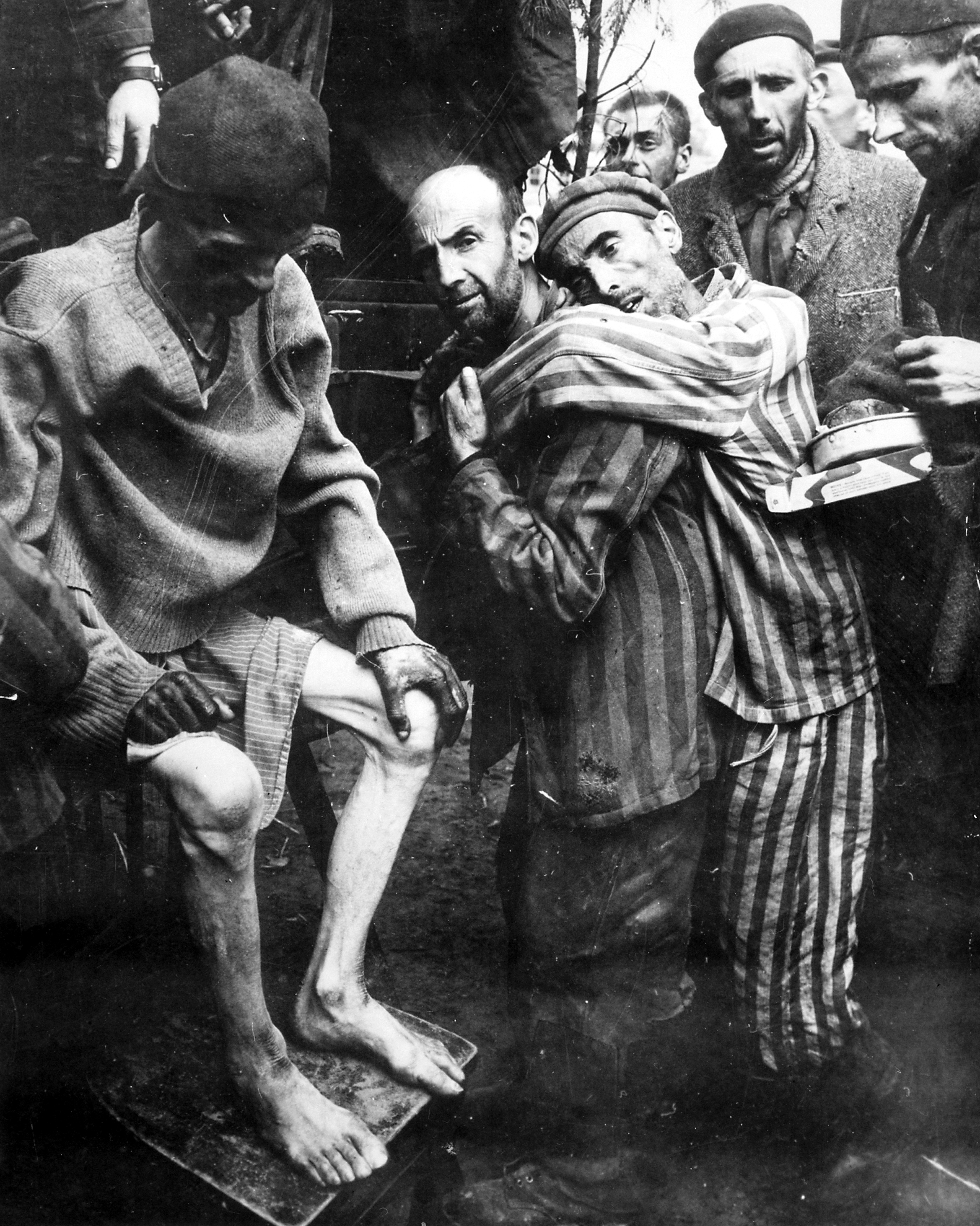
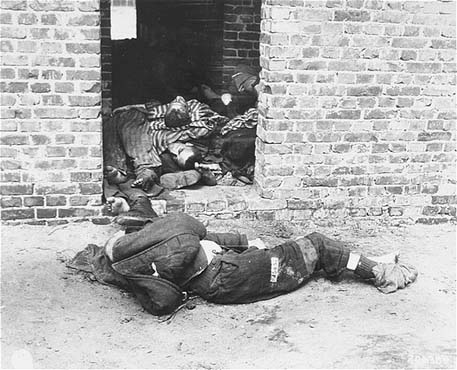
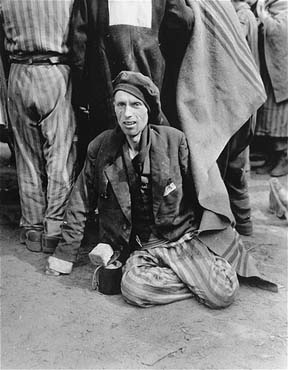
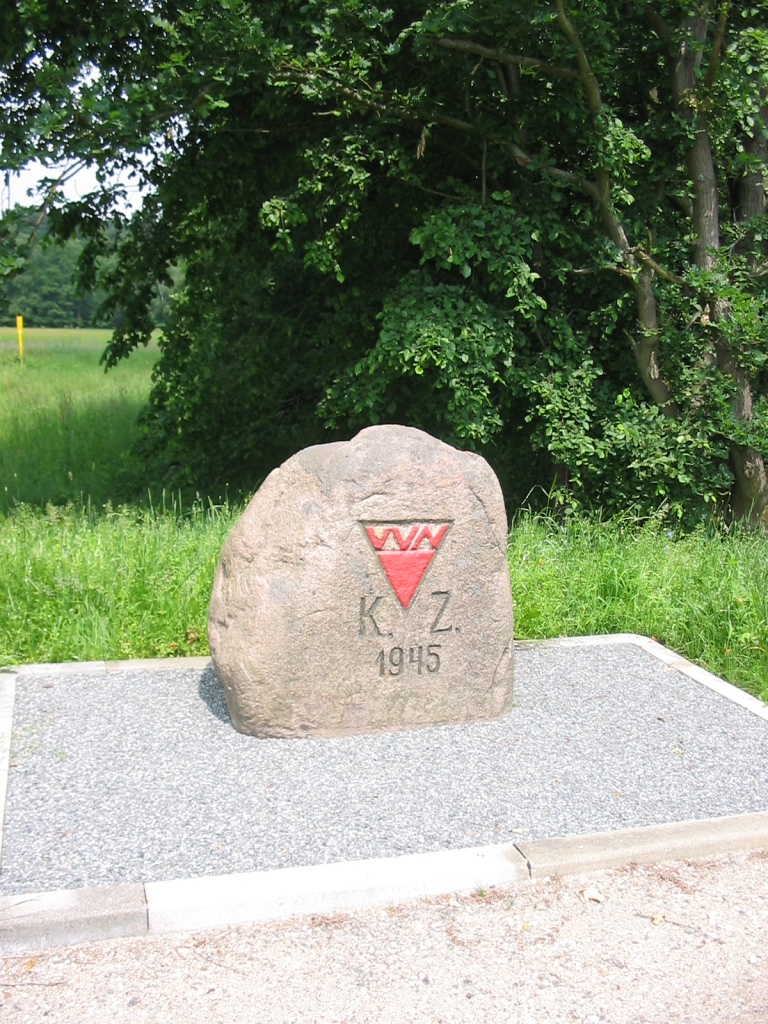